# Velimir Ralević
Velimir Ralević (Berane, 13. kolovoza 1970.) crnogorski je književnik. Piše djela za djecu te za šire čitateljstvo. Neke njegove pjesme prevedene su na ruski, engleski, rumunjski, rusinski, bugarski, makedonski i lužičkosrpski jezik. Dio ih je uglazbljen, izveden i nagrađivan na mnogom dječjim glazbenim festivalima. 
Zastupljen je u brojnim zbornicima, časopisima te u 40-ak antologija u zemlji i susjednim zemljama. 

## Djela
Objavljene knjige:
- Nebo kuća beskućnika, Novi svet, Priština, 1994.
- Mravinjak u žitnom polju, Sfairos, Beograd, 1995.
- Divni sunovrati, Sfairos, Beograd, 1996.
- Svitac u grlu, Nova Evropa, Beograd, 1997.
- Mirišem na ljubav, Udruženje crnogorskih pisaca za djecu i mlade, Podgorica, 2000.
- Zlatni prozor, Interpres, Beograd,2002.
- Tanjini prsti zvone, Interpres, Beograd, 2003.
- Brod u žitu, Jedinstvo, Priština, 2006.
- Vodeni čvor, Udruženje pisaca Kosova i Metohije, Kos. Mitrovica, 2007.
- Zaljubljeni vitez, JU Centar za kulturu Berane, 2009.
- Mjesečarenje na suncu, JU Centar za kulturu Berane, 2011.
- Bečkerečka mečka, JU Centar za kulturu Berane. 2013.
- Kroz život jurišaj, Pegaz, B. Polje, 2014.
- Prigovor danu, Pegaz, B. Polje, 2015.
- Želim ti reći, biblioteka " D. Tucović " Lazarevac, 2015.
- Slovne igrarije za mlađe i starije, " Pegaz " B. Polje, 2016.
- Zvonjava (zbirka pjesama) - Pegaz, B. Polje, 2016.
- Pišem joj verse ljuvene (zbirka pjesama) Ratkovićeve večeri poezije, B. Polje 2017.
- Panjevanje, Pegaz B. Polje 2018.
- Zubatorepati stvor, Pegaz B. Polje 2019.

- Porodično sunce (za djecu) Pegaz, B. Polje 2020.
- Javke iz samoće (za odrasle) JU Centar za kulturu, Berane, 2020.
- Pjesmaste priče (za djecu) Pegaz, B. Polje, 2023.
- Kom naš dom (sa S. Živaljević i Ž. Vučinić) za djecu, Samizdat, Pg 2024.

## Nagrade i priznanja
- Vidovdanska povelja, za poeziju
- Nagrada UKCG za dječju knjigu godine
- Nagrade za najbolju dječju pjesmu o rijeci
- Prva nagrada na pjesničkim Limskim susretima
- Nagrada za književno stvaralaštvo "Krilata Seošnica"
- Četiri plakete "Mali princ" (za nominovane knlige)
- Priznanje općine Berane za ostvarene rezultate iz područja književnosti
- Nagrada za najbolju knjigu za djecu u Crnoj Gori
- Međunarodna nagrada za ukupno književno stvarateljstvo "Stara maslina"
- Međunarodna nagrada za ukupno književno stvarateljstvo "Zlatno Gašino pero".
- Međunarodna nagrada za ukupno književno stvaralaštvo " Princ Dječijeg carstva "